# نفيسة سيد كارا
نفيسة سيد كارا أو نفيسة سيدكارا (18 أبريل 1910، في العلمة، الجزائر - 1 يناير 2002، باريس، فرنسا) سياسية فرنسية. كانت سيد كارا أول وزيرة تخدم في الجمهورية الفرنسية الخامسة وأول امرأة مسلمة على الإطلاق تشغل منصب وزيرة في الحكومة الفرنسية. عُينت وزيرة دولة مسؤولة عن الشؤون الاجتماعية في الجزائر في عهد رئيس الوزراء ميشال ديبري في 1959-962 كانت هذه هي المرة الأولى التي يعين فيها امرأة في الحكومة الفرنسية منذ عام 1937.

## الحياة الشخصية
كانت عائلة سيد كارا جزائرية من أصل تركي. كان شقيقها شريف سيد كارا سياسيًا فرنسيًا أيضًا.